# Maison Blain
La maison Blain est une maison située à Doussard, en France.

## Localisation
La maison est située dans le département français de la Haute-Savoie, sur la commune de Doussard.

## Historique
L'édifice est inscrit au titre des monuments historiques en 1974.